# Sogéa FC
Sogéa FC is een Gabonese voetbalclub uit Libreville. Ze spelen in de hoogste voetbaldivsie van Gabon, de Gabon Championnat National D1.

## Bekende (ex-)spelers
- Didier Ovono